# ديدييه كيلوز
ديدييه كيلوز (من مواليد 23 فبراير 1966) هو عالم فلكي سويسري وله سجل غزير في العثور على كواكب خارج المجموعة الشمسية في مجموعة الفيزياء الفلكية في مختبر كافنديش، كامبردج، وكذلك في جامعة جنيف.
في عام 1995 كان كيلوز طالب دكتوراة في جامعة جنيف عندما اكتشف هو وميشيل مايور، مستشار الدكتوراة، أول كوكب خارج المجموعة الشمسية حول نجم تسلسل رئيسي. أجرى كيلوز تحليلًا على "51 Pegasi" باستخدام قياسات السرعة الشعاعية (مطيافية دوبلر)، وكان مندهشًا لإيجاد كوكب له فترة مدارية قدرها 4.2 أيام. كان يقوم بإجراء التحليل كتمرين لصقل مهاراته. حصل على جائزة BBVA Foundation Frontiers of Knowledge للعلوم الأساسية لعام 2011 (مع ميشيل مايور) لتطوير أدوات فلكية وتقنيات تجريبية جديدة أدت إلى أول مراقبة لكواكب خارج المجموعة الشمسية. في عام 2017 حصل على جائزة وولف في الفيزياء.

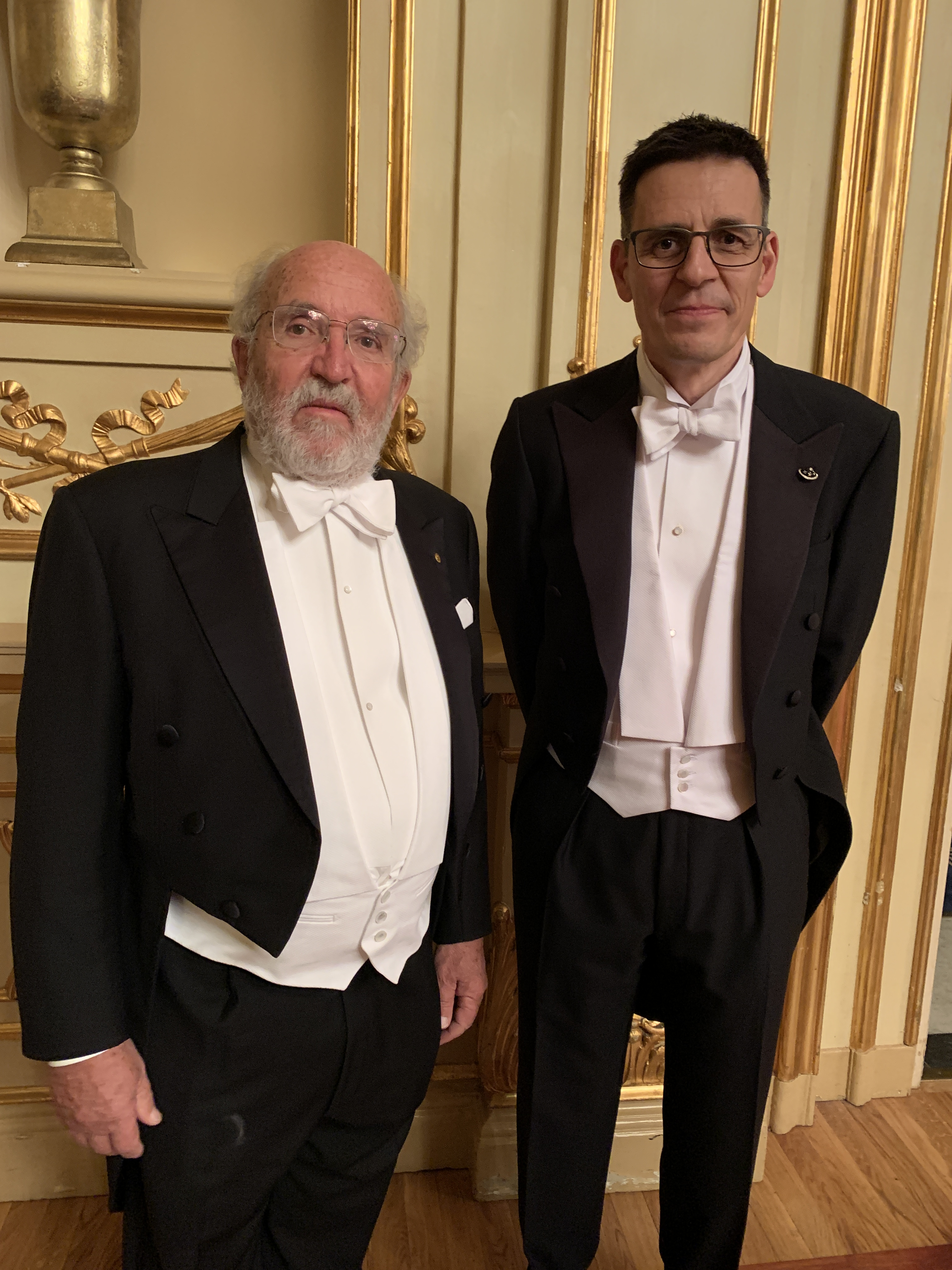
ميشيل مايور وديدييه كيلوز (2019) خلال أسبوع حفل جائزة نوبل.

في يوم 8 أكتوبر 2019 أعلن عن فوزه بجائزة نوبل في الفيزياء مع كل من الكندي الأمريكي جيم بيبلز ومواطنه السويسري ميشيل مايور نتيجة أبحاثهم في فهم تطور العالم وموضع الأرض بالنسبة للكون.